# Sport féminin El Attaf El Ahlem
 (décembre 2016).
Si vous disposez d'ouvrages ou d'articles de référence ou si vous connaissez des sites web de qualité traitant du thème abordé ici, merci de compléter l'article en donnant les références utiles à sa vérifiabilité et en les liant à la section « Notes et références ».
Maillots
Le Sport féminin El Attaf El Ahlem (en arabe : الرياضة النسائية العطاف الأحلام), plus couramment abrégé en SF El Attaf, est un club de football algérien féminin fondé en 2011 et basé dans la ville d'El Attaf, dans la banlieue d'Aïn Defla.
Il évolue en première division du championnat d'Algérie lors de la saison 2016-2017.